# Maria Reiter
Maria Reiter (Berchtesgaden, 13 december 1909 - München, 28 juli 1992), ook bekend als Mimi of Mitzi, zou, naar eigen zeggen, Adolf Hitlers minnares in de late jaren twintig van de twintigste eeuw zijn geweest. Zij zou in dat geval, voor zover bekend, de enige vrouw zijn geweest die een intieme relatie had met Hitler en de oorlog overleefde. In 1959 vertelde ze haar verhaal in een exclusief interview aan het Duitse tijdschrift Stern.
Volgens Hiltlers biograaf Peter Longerich moet het verhaal van Reiter met de nodige scepsis worden bezien. Volgens hem geven de bewaard gebleven brieven van Hitler aan haar geen aanleiding aan een liefdesrelatie te denken en zou het contact slechts enkele maanden geduurd hebben.
- Gemeinsame Normdatei: 122486412
- International Standard Name Identifier: 0000 0003 9850 6618
- Nederlandse Thesaurus van Auteursnamen: 25218095X
- Virtual International Authority File: 8270188